# إنتربرايز
إنتربرايز (بالإنجليزية: Enterprise) هي مدينة أمريكية تقع في ولاية ألاباما.تبلغ مساحة هذه المدينة 80.3 (كم²)،ويبلغ عدد سكانها 26562 نسمة حسب إحصاء سنة 2010 م.تشير الإحصاءات بأن الكثافة السكانية في هذه المدينة تقدر بـ(264.2) نسمة/كم2.

## التركيبة السكانية
حدّد مكتب تعداد الولايات المتحدة بيانات التركيبة السكانية لإنتربرايز في تعداد الولايات المتحدة. في ما يلي، التركيبة السكانية حسب تعدادي 2000 و2010.

### تعداد عام 2000
بلغ عدد سكان إنتربرايز 21,178 نسمة بحسب تعداد عام 2000، وبلغ عدد الأسر 8,533 أسرة وعدد العائلات 5,974 عائلة مقيمة في المدينة. في حين سجلت الكثافة السكانية 266.4 نسمة لكل كيلومتر مربع (690.0/ميل2). وبلغ عدد الوحدات السكنية 9,641 وحدة بمتوسط كثافة قدره 121.3 لكل كيلومتر مربع (314.2/ميل2).
وتوزع التركيب العرقي للمدينة بنسبة 71.62% من البيض و22.95% من الأمريكيين الأفارقة و0.48% من الأمريكيين الأصليين و1.60% من الأمريكيين ذوي الأصول الآسيوية و0.16% من سكان جزر المحيط الهادئ و1.27% من الأعراق الأخرى و1.92% من عرقين مختلطين أو أكثر و3.88% من الهسبانيون أو اللاتينيون من أي عرق.
بلغ عدد الأسر 8,533 أسرة كانت نسبة 35.8% منها لديها أطفال تحت سن الثامنة عشر تعيش معهم، وبلغت نسبة الأزواج القاطنين مع بعضهم البعض 53.6% من أصل المجموع الكلي للأسر، ونسبة 13.3% من الأسر كان لديها معيلات من الإناث دون وجود شريك، بينما كانت نسبة 3.1% من الأسر لديها معيلون من الذكور دون وجود شريكة وكانت نسبة 30% من غير العائلات. تألفت نسبة 25.7% من أصل جميع الأسر من عدة أفراد يعيشون في نفس المنزل ونسبة 9.5% كانت تتألف من شخص يعيش بمفرده يبلغ من العمر 65 عاماً أو أكثر. وبلغ متوسط حجم الأسرة المعيشية 2.45، أما متوسط حجم العائلات فبلغ 2.95.
بلغ العمر الوسطي للسكان 36.9 عاماً. وكانت نسبة 25.4% من القاطنين تحت سن الثامنة عشر، وكانت نسبة 9.3% بين الثامنة عشر والرابعة والعشرين عاماً، ونسبة 27.5% كانت واقعةً في الفئة العمرية ما بين الخامسة والعشرين والرابعة والأربعين عاماً، ونسبة 23.7% كانت ما بين الخامسة والأربعين والرابعة والستين، ونسبة 12.9% كانت ضمن فئة الخامسة والستين عاماً فما فوق. يوجد لكل 100 أنثى 92.7 ذكر، ويوجد لكل 100 أنثى في الثامنة عشر من عمرها فما فوق 88.6 ذكر.
بلغ متوسط دخل الأسرة في المدينة 37,661 دولارًا، أما متوسط دخل العائلة فبلغ 45,510 دولارًا. وكان متوسط دخل الذكور 37,131 دولارًا مقابل 20,560 دولارًا للإناث. وسجل دخل الفرد الخاص بالمدينة 20,493 دولارًا. وكانت نسبة 10.7% من العائلات ونسبة 13.6% من السكان تحت خط الفقر، وكان من هؤلاء نسبة 21.4% تحت سن الثامنة عشر ونسبة 11.1% في الخامسة والستين من العمر وما فوق.

### تعداد عام 2010
بلغ عدد سكان إنتربرايز 26,562 نسمة بحسب تعداد عام 2010، وبلغ عدد الأسر 10,513 أسرة وعدد العائلات 7,196 عائلة مقيمة في المدينة. في حين سجلت الكثافة السكانية 334.1 نسمة لكل كيلومتر مربع (865.3/ميل2). وبلغ عدد الوحدات السكنية 11,616 وحدة بمتوسط كثافة قدره 146.1 لكل كيلومتر مربع (378.4/ميل2).
وتوزع التركيب العرقي للمدينة بنسبة 69.43% من البيض و20.74% من الأمريكيين الأفارقة و0.52% من الأمريكيين الأصليين و1.97% من الأمريكيين ذوي الأصول الآسيوية و0.32% من سكان جزر المحيط الهادئ و4.10% من الأعراق الأخرى و2.93% من عرقين مختلطين أو أكثر و8.76% من الهسبانيون أو اللاتينيون من أي عرق.
بلغ عدد الأسر 10,513 أسرة كانت نسبة 35.7% منها لديها أطفال تحت سن الثامنة عشر تعيش معهم، وبلغت نسبة الأزواج القاطنين مع بعضهم البعض 50.3% من أصل المجموع الكلي للأسر، ونسبة 13.9% من الأسر كان لديها معيلات من الإناث دون وجود شريك، بينما كانت نسبة 4.2% من الأسر لديها معيلون من الذكور دون وجود شريكة وكانت نسبة 31.6% من غير العائلات. تألفت نسبة 25.6% من أصل جميع الأسر من عدة أفراد يعيشون في نفس المنزل ونسبة 8.5% كانت تتألف من شخص يعيش بمفرده يبلغ من العمر 65 عاماً أو أكثر. وبلغ متوسط حجم الأسرة المعيشية 2.50، أما متوسط حجم العائلات فبلغ 3.00.
بلغ العمر الوسطي للسكان 34.4 عاماً. وكانت نسبة 25.4% من القاطنين تحت سن الثامنة عشر، وكانت نسبة 9.3% بين الثامنة عشر والرابعة والعشرين عاماً، ونسبة 29.1% كانت واقعةً في الفئة العمرية ما بين الخامسة والعشرين والرابعة والأربعين عاماً، ونسبة 23.3% كانت ما بين الخامسة والأربعين والرابعة والستين، ونسبة 12.9% كانت ضمن فئة الخامسة والستين عاماً فما فوق. وتوزع التركيب الجنسي للسكان بنسبة 49% ذكور و51% إناث.

## أعلام
- بينجامين إيدوين
- مارك فاولر
- ديفيد هوارد
- جيمي ماكلاين
- جيمي دوبوز